# Fortnite Battle Royale
Fortnite Battle Royale (znana tudi samo kot Fortnite) je večigralska preživetvena videoigra, ki jo je razvilo podjetje Epic Games. Zgodnji dostop za Microsoft Windows, Mac OS, PlayStation 4 in Xbox One je bil na voljo septembra 2017, aprila 2018 za iOS in junija 2018 za Nintendo Switch, in kasneje še različica za Android. 
Gre za samostojno razširitev igre Fortnite, ki temelji na žanru battle royale. V njem se 100 igralcev posamično ali v skupinah bori za preživetje tako, da ubijajo ostale igralce ali se jim izogibajo. Zmagovalec je, kdor zadnji ostane živ. Varna cona, izven katere igralci prejemajo škodo, se med igro manjša. Igralci med igro iščejo dobro orožje in pridobivajo oklep, da pridobijo prednost pred nasprotniki. Z rušenjem objektov igralci pridobivajo material, s katerim lahko gradijo zgradbe, ki so strateško zelo pomembne.
Zamisel za igro se je porodila pred izidom igre Fortnite sredi leta 2017. Pri podjetju Epic Games so opazili velik uspeh marca tega leta izdane igre PlayerUnknown's Battlegrounds in razvili podoben igralni način še za svojo igro. Sprva je izšla kot del plačljive Fortnite, kasneje pa je Epic Games ponudil Fortnite Battle Royale samostojno po modelu free-to-play, a s sistemom mikrotransakcij, s katerim lahko igralci pridobivajo isto valuto kot v glavni igri in si z njo kupujejo nadgradnje svojih likov.